# Invokacija
Invokacija (lat. invocare, zazivati), u književnosti označava uvodni dio u klasičnom pjesništvu u kojem pjesnik, tražeći inspiraciju, zaziva muze ili neko božanstvo. Primjer takve invokacije nalazimo na početku grčkoga epa Odiseje gdje taj zaziv u prijevodu Tome Maretića glasi:
| » | O junaku mi kazuj, o Muzo, o prometnom onom, Koji se mnogo naluto razorivši presvetu Troju; Gradove ljúdī mnogih on vidje ȉ ćūd im spozna, Ì mnogē nȁ moru jade pretrpje ȕ srcu svojem Za dušu svoju se boreć i povratak svojih drugóvâ. Ali ni tako drugóvā on nȅ spase, ako i želje, Jer smrt nađoše sami zbog svojega drskoga gr'jeha Jesti idući stado, ludáci, Hiperióna Helija, koji je dan za povratak uzeo njima. I nama, Zeusova kćeri, pripòvjedi o tome svemu! | « |
|   | |   |

Isti izraz koristio se u srednjem vijeku kao naziv za formulu na početku crkvenih, vladarskih i drugih povelja. Takva invokacija bila je različita u različitim razdobljima; mogla je biti simbolična, poput znaka križa, ili verbalna (npr. In nomine Domini, Amen).

## U magiji i okultizmu
U magiji i općenito okultizmu, invokacija ili uziv prizivanje je ili zazivanje nekog višeg nadnaravnog bića na početku ritualnog čina. Za razliku od evokacije, koja se odnosi na prizivanje nekog entiteta na određenu lokaciju, invokacija podrazumijeva prizivanje određenog entiteta unutar sebe, ali na zahtjev samog prizivača, pa se stoga taj pojam treba razlikovati od opsjednuća. U ovom slučaju adept traži da ga zaposjedne željeni entitet i da ostvari jedinstvo s njim.